# Eshnunna
Eshnunna est une ville de la Mésopotamie ancienne, située dans la basse vallée de la Diyala. Elle correspond à l'actuel site de Tell Asmar (aujourd'hui dans la ville de Baqubah, en Irak), fouillé dans les années 1930 par les équipes de l'Oriental Institute de Chicago.
Eshnunna devint indépendante en 2027-2026 av. J.-C., sous le roi Ilushu-Ilia (ou Shu-iluya, 2027-v.2010 av. J.-C.) qui se libéra des Sumériens. Ses successeurs agrandirent leur territoire et contrôlèrent les routes commerciales entre l’Élam, la Haute-Mésopotamie et le Sumer. La cité occupa alors une place prépondérante dans le commerce entre le plateau Iranien et la Mésopotamie. Le rôle politique de la ville est surtout connu par les archives de Mari de 1850 à 1763 av. J.-C.. Celles-ci attestent de la très grande importance d'Eshnunna à cette époque. Le dieu principal de la cité à la période Amorrite était Tishpak. Les grandes cités du pays de Warum furent abandonnées dans le courant du IIe millénaire et cette région n'eut dès lors plus aucune importance politique.

## Historique
Eshnunna entre dans l'histoire à l'époque d'Ur III, dans la seconde moitié du XXIe siècle av. J.-C. Elle est alors la capitale d'une province de l'Empire d'Ur III, où siège un gouverneur (ENSÍ). Avec l'effondrement de cet empire, Shu-iliya, dont les origines sont inconnues (peut-être était-il ENSÍ d'Eshnunna), fonde une dynastie locale indépendante et se proclame roi (šarrum). À l'image des souverains d'Ur III, il se divinise, se prétendant « fils de Tishpak », la divinité tutélaire d'Eshnunna.
Son règne semble être court, puisque vers 2010 av. J.-C., le roi Ishbi-Erra d'Isin s'empare de la cité, et place Nur-ahum comme gouverneur. Ce dernier ne tarde pas à s'émanciper, et se proclame prince (rubūm) d'Eshnunna, aux ordres du dieu Tishpak, selon la tradition mésopotamienne, qui veut que la divinité est la véritable maîtresse du royaume, et que le roi n'est que son serviteur. L'autorité du souverain d'Eshnunna est encore limitée. Dans la vallée de la Diyala, Nerebtum (actuelle Ishchali), Tutub (peut-être Khafadje) et Shadlash (non identifiée) sont d'autres principautés indépendantes, et une tribu amorrite importante, avec laquelle le roi d'Eshnunna s'allie, est installée dans cette région.
Cette situation semble perdurer pendant plus d'un siècle, bien que l'histoire de cette période soit très mal connue. Vers le milieu du XIXe siècle av. J.-C., Ipiq-Adad II (de) monte sur le trône d'Eshnunna. Au cours d'un long règne, il va soumettre toute la Vallée de la Diyala, et même plus. Il fait d'abord face à un souverain du nord de la Mésopotamie, Aminum, peut-être un membre de la famille du roi Samsî-Addu d'Ekallâtum, qui s'était implanté dans cette région, et avait pris Shaduppum. Après des premiers combats difficiles, Ipiq-Adad l'emporte sur son adversaire. Sa campagne suivante le mène vers l'est, où il s'ouvre la route vers le plateau iranien. Il se heurte alors aux Élamites, qui arrêtent son avancée. Ipiq-Adad profita néanmoins de sa puissance pour s'emparer de toutes les principautés de la vallée de la Diyala, avant de s'étendre vers le nord. Il s'empare d'Arrapha, puis de Rapiqum (en) sur l'Euphrate. Au faîte de sa gloire, il peut se proclamer « roi » (šarrum) d'Eshnunna, abandonnant l'ancienne titulature de « prince ». À sa mort, le royaume de Warum, organisé autour d'Eshnunna, est l'un des plus puissants du Proche-Orient.
Vers 1810 av. J.-C., Naram-Sin d'Eshnunna (de) succède à son père Ipiq-Adad II. Il poursuit l'œuvre militaire de son père, en direction du nord-ouest. Il mène des campagnes victorieuses en remontant le Tigre, puis pousse son avancée jusqu'à région de la Khabur. Puis il s'empare du pays de Suhum (en), sur le Moyen Euphrate, aux dépens du roi de Mari, Yahdun-Lîm, qui doit accepter la suzeraineté du roi d'Eshnunna. À la mort de Naram-Sin, deux règnes brefs se suivent, avant qu'un autre fils d'Ipiq-Adad II, Dadusha (de), ne monte à son tour sur le trône d'Eshnunna. Après un recul au niveau du Moyen Euphrate face au roi Samsî-Addu d'Ekallatum, il contre-attaque victorieusement. Après cela, les deux adversaires signent la paix, et deviennent même des alliés, puisque Dadusha envoie des renforts à Samsî-Addu lorsque celui-ci est en guerre contre Alep. Dadusha est aussi connu pour avoir fait rédiger un recueil de lois, dites Lois d'Eshnunna.
Son fils Ibal-pi-El II lui succède vers 1780 av. J.-C.. S'il reste un allié de Samsi-Addu, à la mort de ce dernier, vers 1775 av. J.-C., il attaque son fils Ishme-Dagan. Au même moment, Zimrî-Lîm s'emparait de Mari en chassant un autre fils de Samsi-Addu. Mais le nouveau souverain mariote refusa l'alliance que lui proposa le roi d'Eshnunna, avant que des tensions entre ces deux royaumes n'éclatent au sujet du pays de Suhum, situé à la frontière séparant ces deux territoires. Aussi, lorsque des tribus nomades se révoltèrent contre Zimri-Lim, Ibal-pi-El en profite pour attaquer son adversaire. Il lance une armée sur l'Euphrate en direction de Mari, puis une autre sur le Tigre, qui prend Ekallâtum puis Tell Leilan (Shubat-Enlil). Malgré une progression fulgurante, il doit se retirer et conclure la paix avec Mari. Vers 1765 av. J.-C., le souverain d'Élam, Siwepalarhuhpak, attaqua Eshnunna, avec les soutiens de Zimri-Lim et d'Hammurabi de Babylone. Ibal-pi-El fut écrasé, et Eshnunna et les autres cités de la Vallée de la Diyala furent prises et pillées.

Devenu le plus puissant des souverains du Proche-Orient, Siwepalarhuhpak ne voulut pas s'arrêter en si bon chemin. Basé à Eshnunna, il lança des offensives en Haute-Mésopotamie, en incorporant des Eshnunnéens à ses armées. Mais Zimri-Lim et Hammurabi se retournèrent alors contre lui, et l'écrasèrent, le forçant à se retirer d'Eshnunna et à rentrer en Elam.
Quand les Élamites furent chassés d'Eshnunna, un ancien officier de second rang de l'armée de cette cité, Silli-Sîn, fut nommé roi de cette ville sous la pression de l'armée. Il accepta l'alliance d'Hammurabi après quelques hésitations, et épousa sa fille. Mais le roi de Babylone désirait s'emparer d'Eshnunna, et il déclencha un conflit (en 1762-1761 av. J.-C.), au cours duquel il vainquit son adversaire, et s'empara du royaume de Warum.
Eshnunna fut alors incorporée au grand royaume babylonien d'Hammurabi. On sait qu'en 1755 av. J.-C., une importante crue dévasta la cité. Vers 1735 av. J.-C., Eshnunna fut libérée par Iluni (?), qui réussit à mettre en danger le roi de Babylone, Samsu-iluna, et l'attaqua jusqu'au pays de Sumer. Mais il fut finalement vaincu, et Eshnunna tomba à nouveau face aux Babyloniens. Samsu-iluna restaura les cités et forteresses de ce pays qui avaient beaucoup souffert à la suite des conflits à répétition qui avaient ensanglanté le pays de Warum. Cependant, une autre révolte eut lieu sous le souverain babylonien suivant, Abi-eshuh, dirigée par un certain Ahushina, qui fut vaincu.
La suite de l'histoire d'Eshnunna est mal connue. Les grandes cités du pays de Warum sont abandonnées dans le courant du IIe millénaire av. J.-C., et cette région n'aura dès lors plus aucune importance politique.

## Le site
Tell Asmar est un vaste site couvrant plus de 100 hectares.
Un premier ensemble se trouve au nord du site, à côté d'un épais rempart défendant la ville. Le Palais Nord est une résidence assez vaste (66 × 30 m) qui comporte des aménagements hydrauliques importants. Juste à côté, un temple dédié au dieu Abu a été dégagé. Il compte onze états allant de la période d'Uruk récent à la période d'Akkad, qui peuvent être regroupés en trois phases principales : quatre niveaux d'un « sanctuaire archaïque », organisés autour de la même cella ; quatre phases d'un « temple carré » qui est une construction organisée autour d'une pièce centrale entourée d'autres salles plus réduites ; trois états d'un « temple unique », mal connu.
Un important quartier résidentiel datant de la période des dynasties archaïques II et allant jusqu'à celle d'Akkad, a été retrouvé dans un état remarquable. Il a permis d'approfondir les connaissances sur l'urbanisme de ces périodes. On a parfaitement identifié les rues, ruelles, et les maisons, de taille variable, mais toutes de forme rectangulaire et sans étage (selon les fouilleurs du site), organisées autour d'une grande cour intérieure donnant sur deux autres salles plus petites.
Dans la partie sud, d'autres bâtiments ont été bâtis entre l'époque d'Ur III et celle d'Isin-Larsa. Un premier ensemble regroupe un temple dédié au roi Shu-Sîn d'Ur, et une grande salle d'audience bâtie par le roi Naram-Sin d'Eshnunna au début du XVIIIe siècle av. J.-C. Au sud de ces édifices se trouve un autre bâtiment datant de la période d'Ur III, un palais construit par le dynaste local Shu-iluya, organisé autour d'une grande cour centrale. À côté de celle-ci se trouve la salle du trône, selon le modèle qui est ensuite celui des palais de l'époque amorrite. Ce palais est resté inachevé.

## Grands rois d’Eshnunna
- -2026 : Shu-iliya
- -1980 : Bilalama
- -1860 : Ibal-pî-El Ier
- -1810 : Naram-Sin d'Eshnunna (de)
- -1780 : Dadusha
- -1770 : Ibal-pi-El II
- -1766 : Silli-Sîn

## Galeries d'images

Statues d'orants de la période des dynasties archaïques.
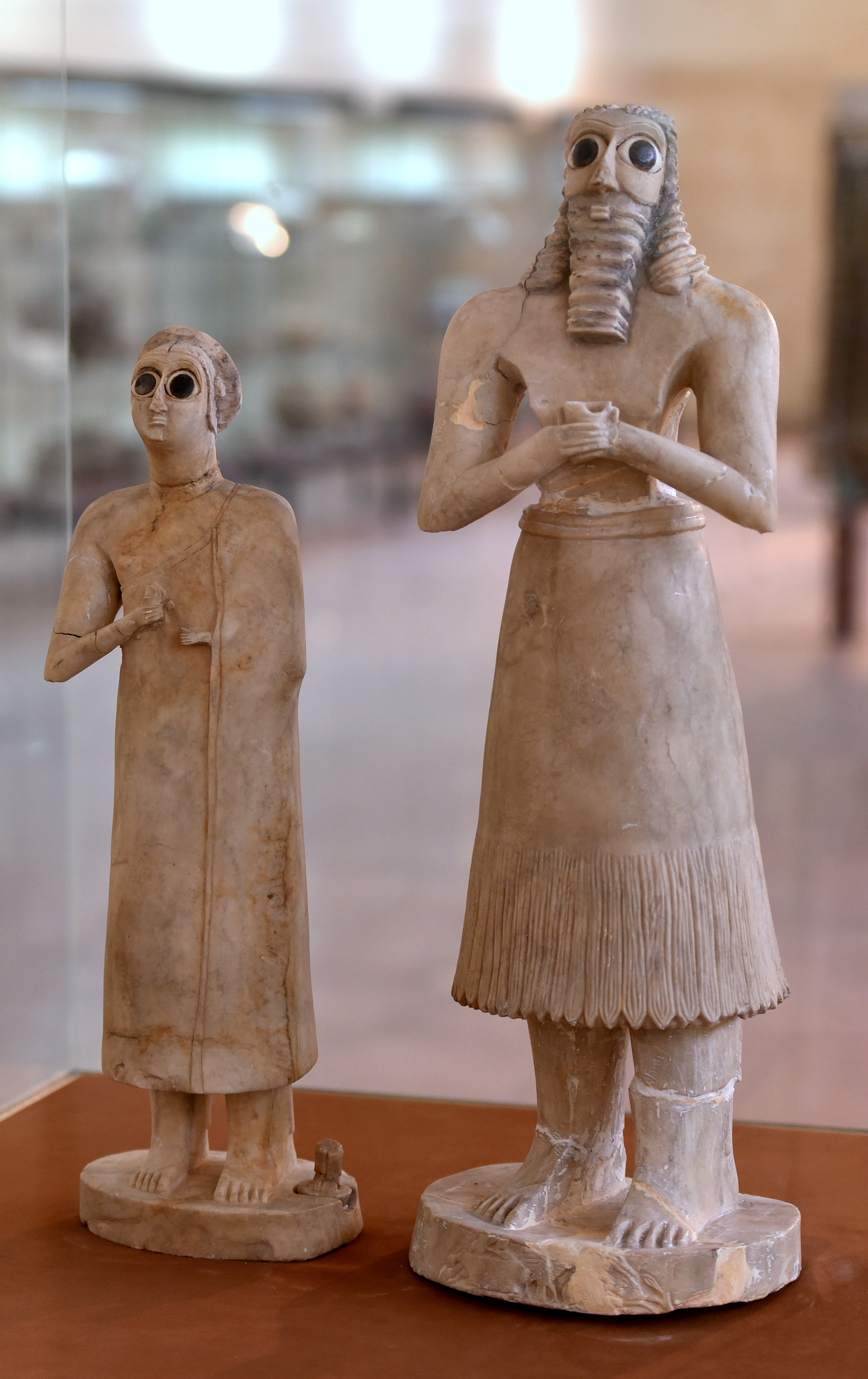
Statues d'orants. Musée national d'Irak.
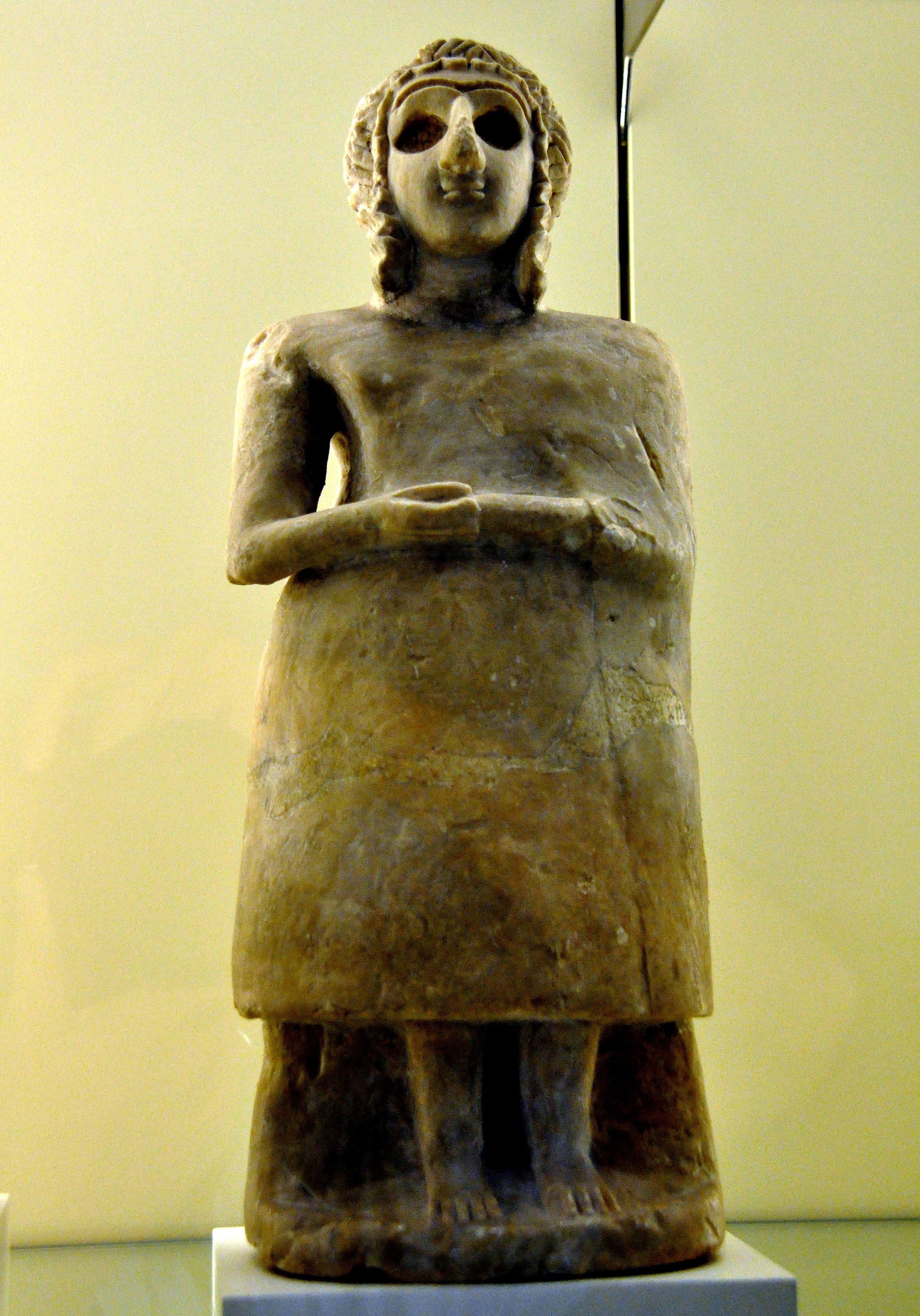
Statue d'orante assise. Musée national d'Irak.
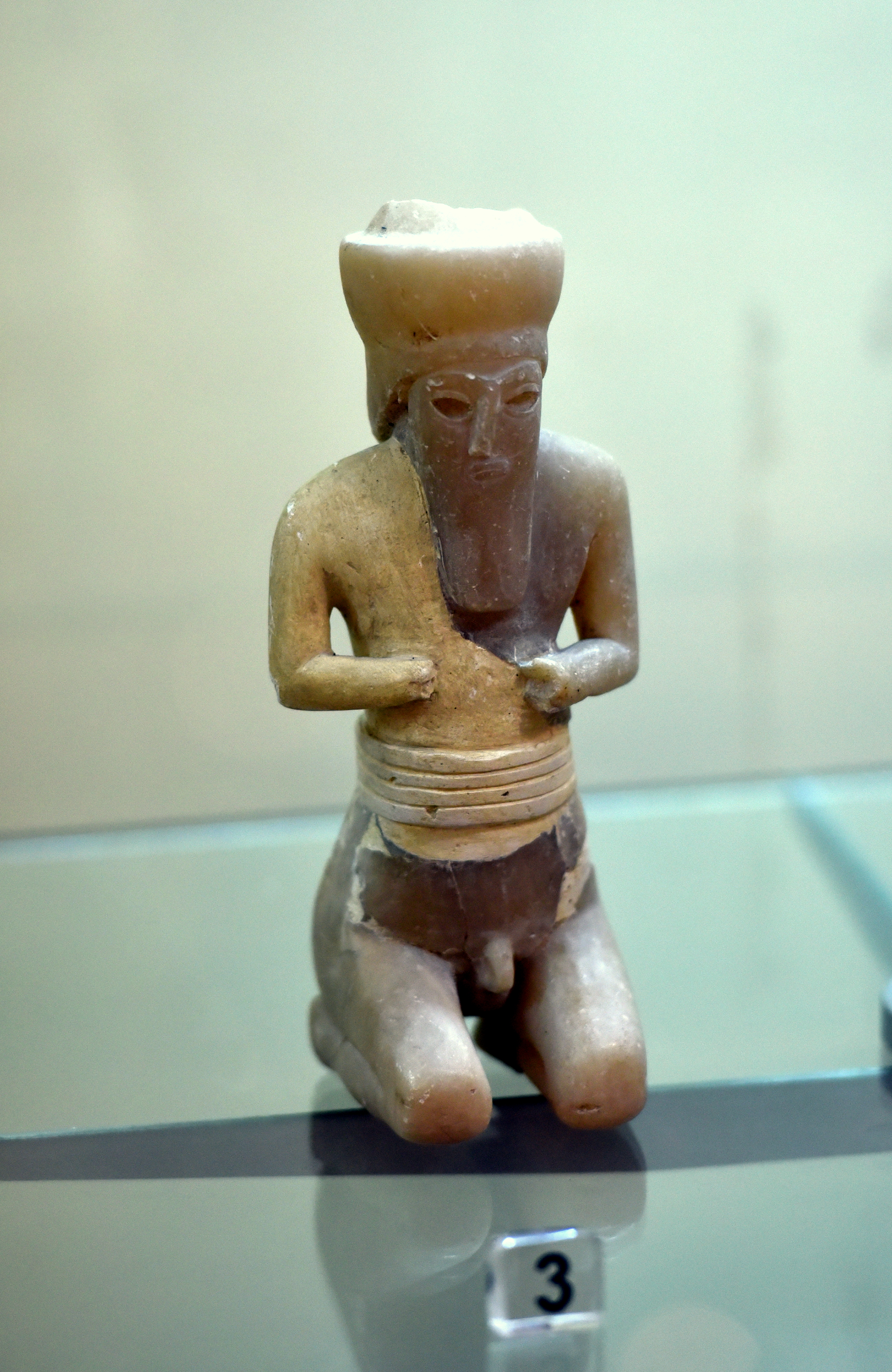
Statue d'orant agenouillé. Musée national d'Irak.
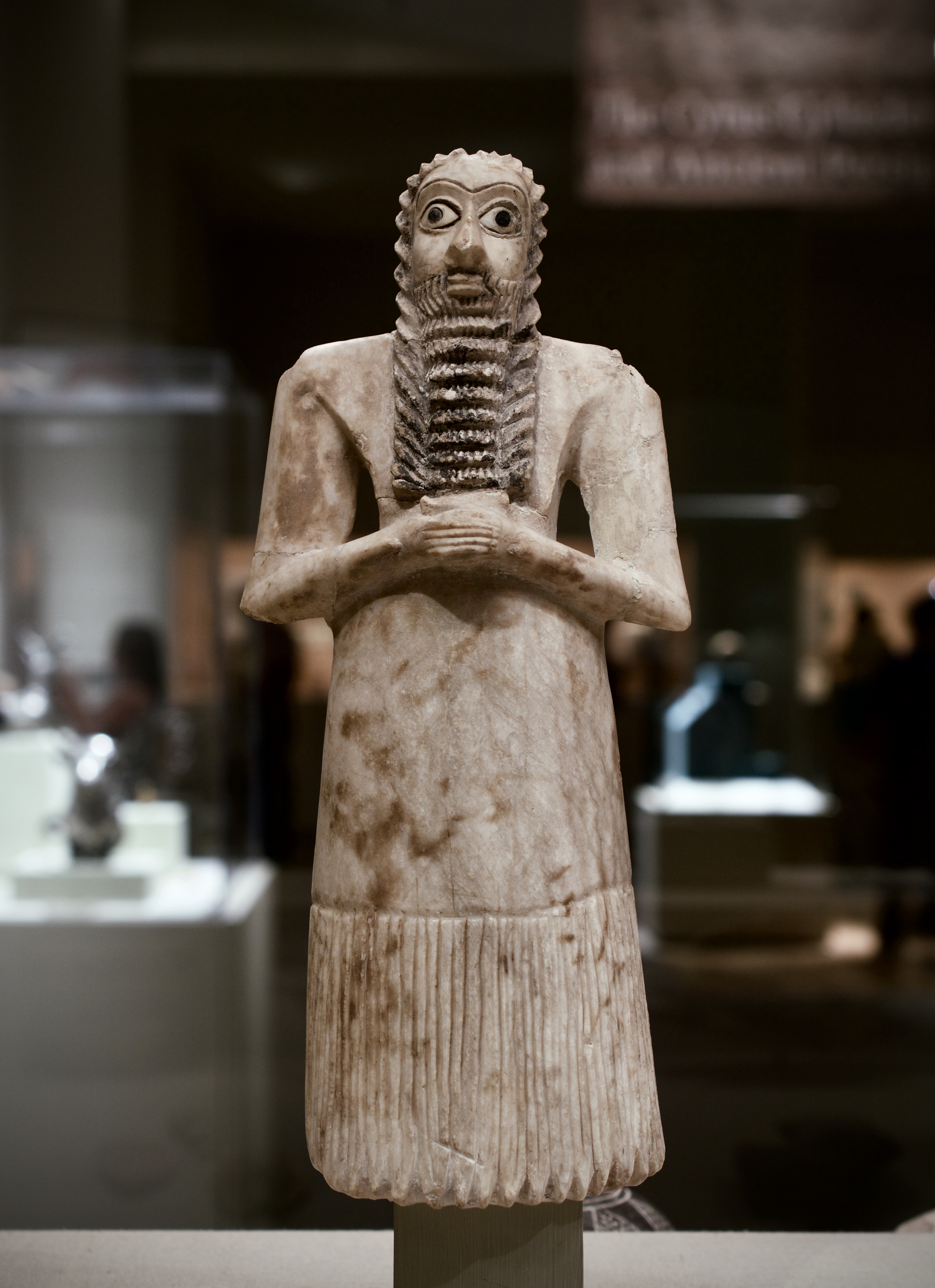
Statue d'homme. Metropolitan Museum of Art.
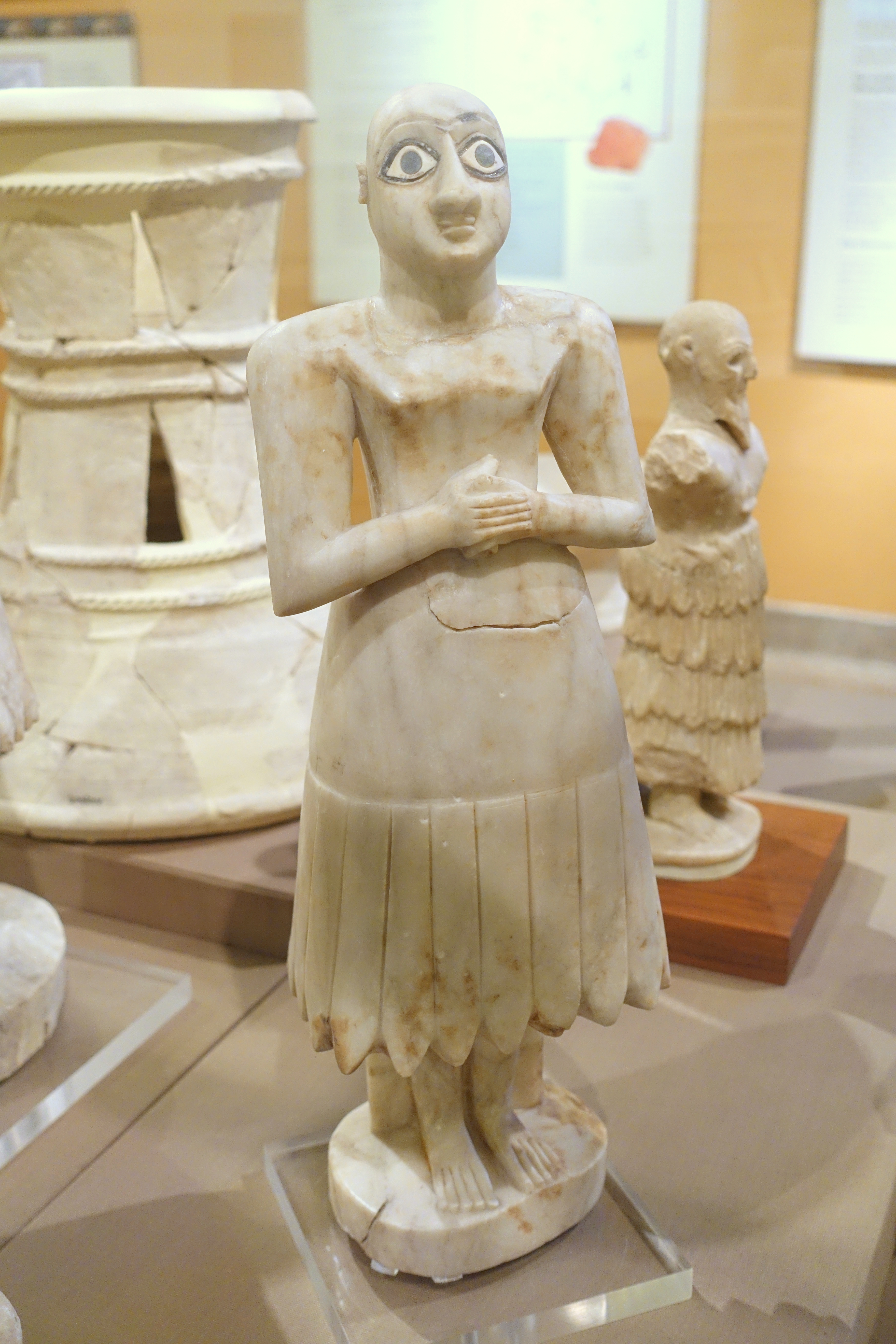
Statue d'orant. Musée de l'institut oriental de Chicago.

Objets en terre cuite de la période paléo-babylonienne.
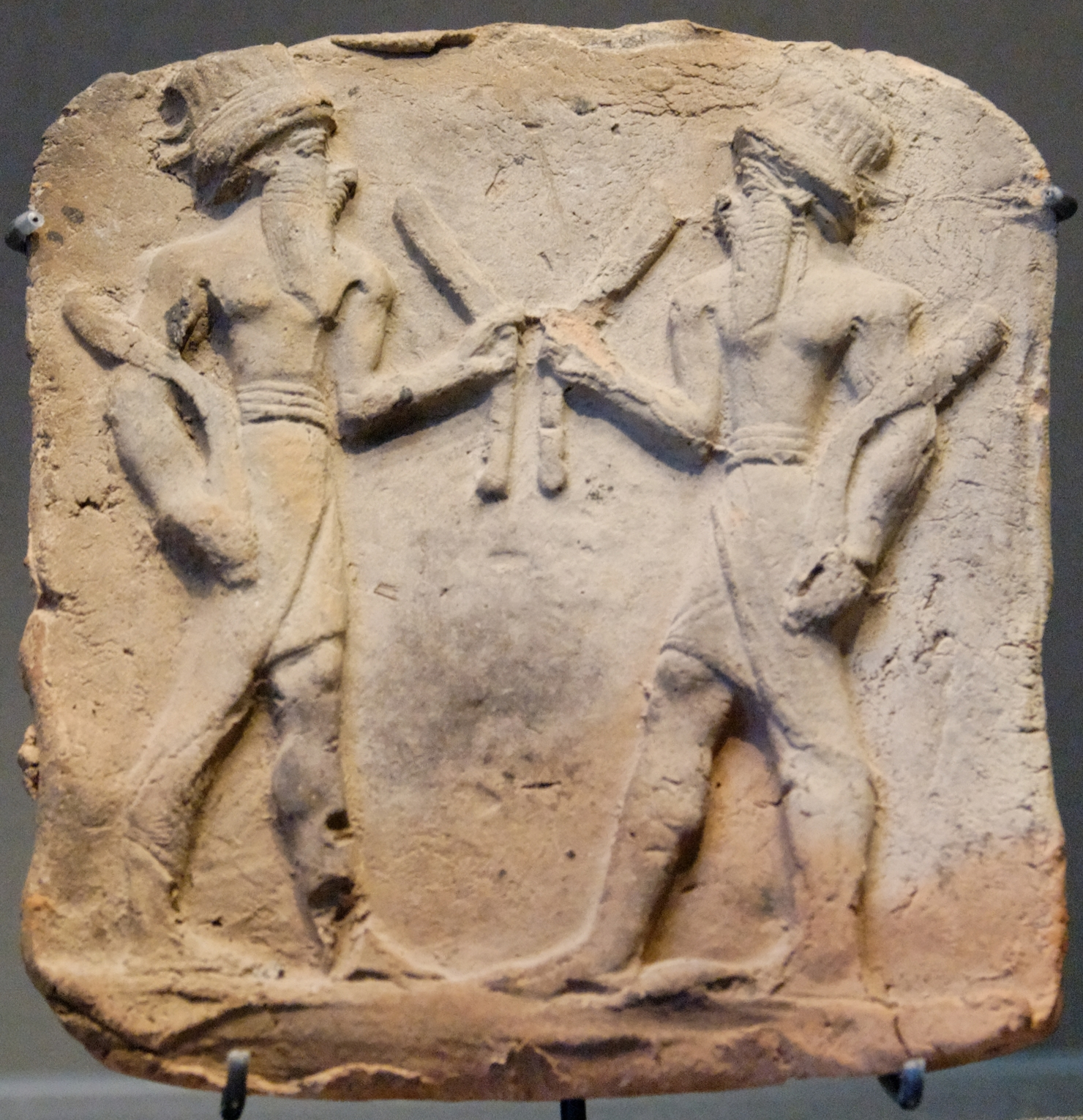
Danseurs avec des claquoirs. Musée du Louvre.
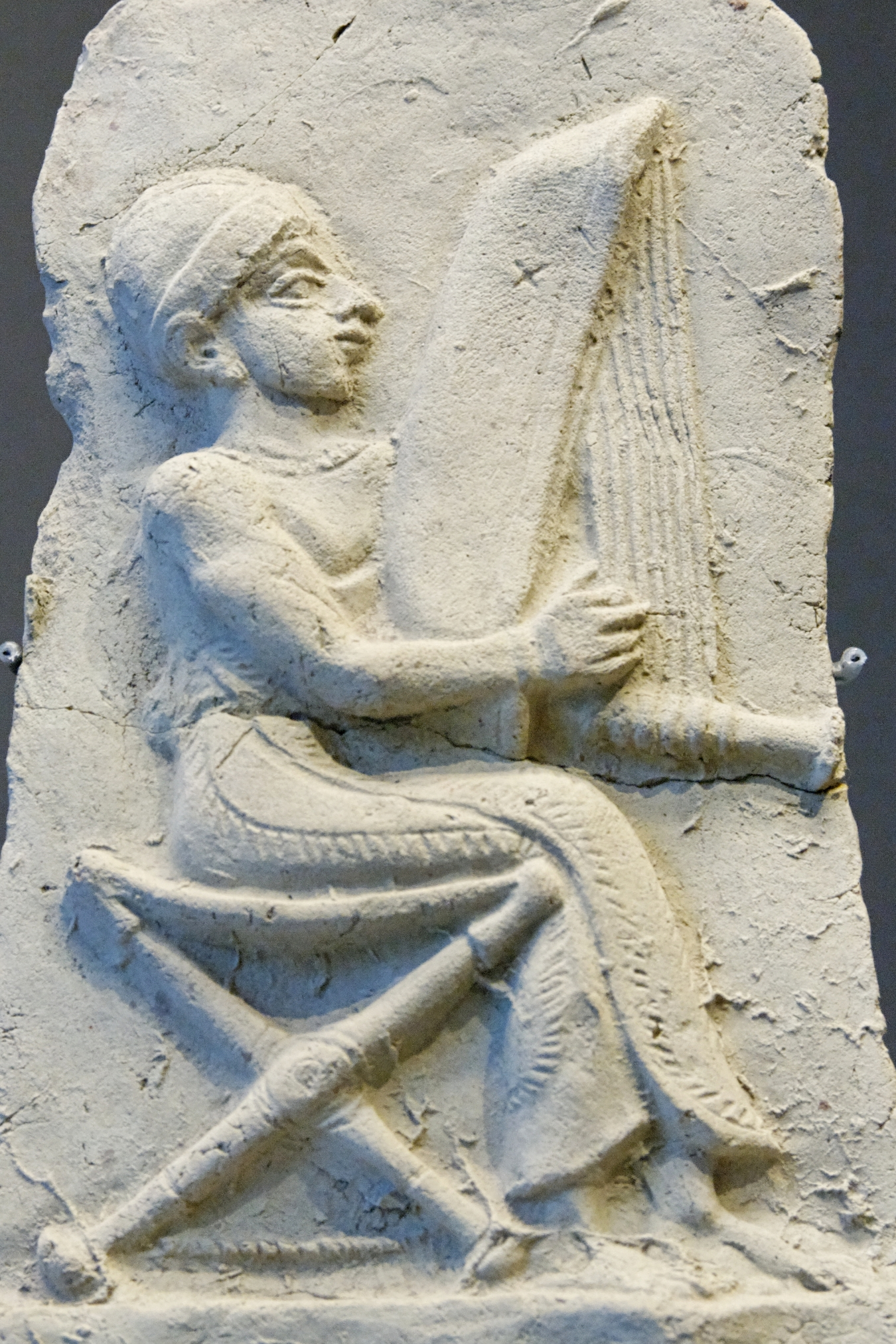
Harpiste, relief estampé en terre cuite. Musée du Louvre.
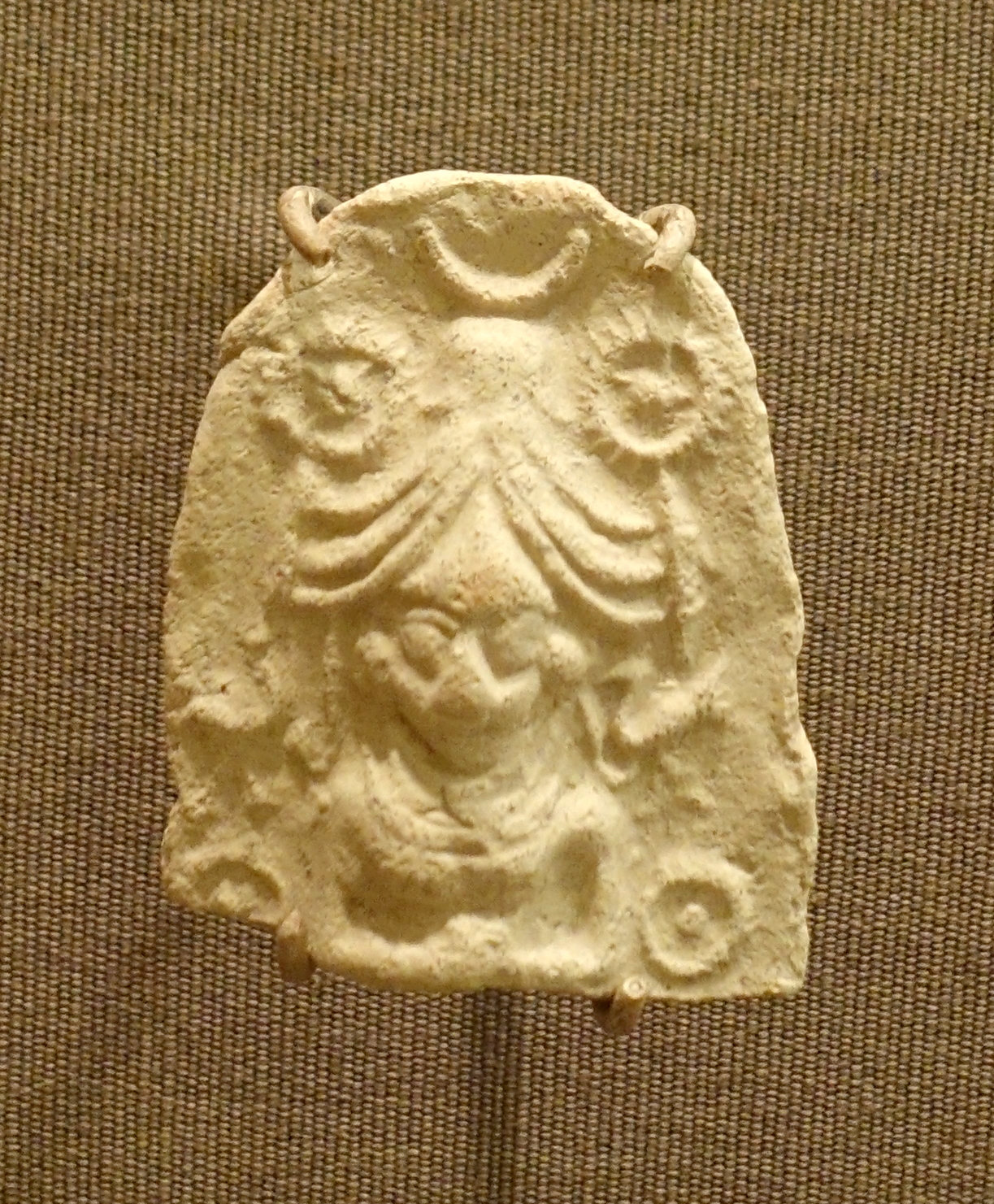
Déesse avec couronne élaborée. Musée de l'institut oriental de Chicago.
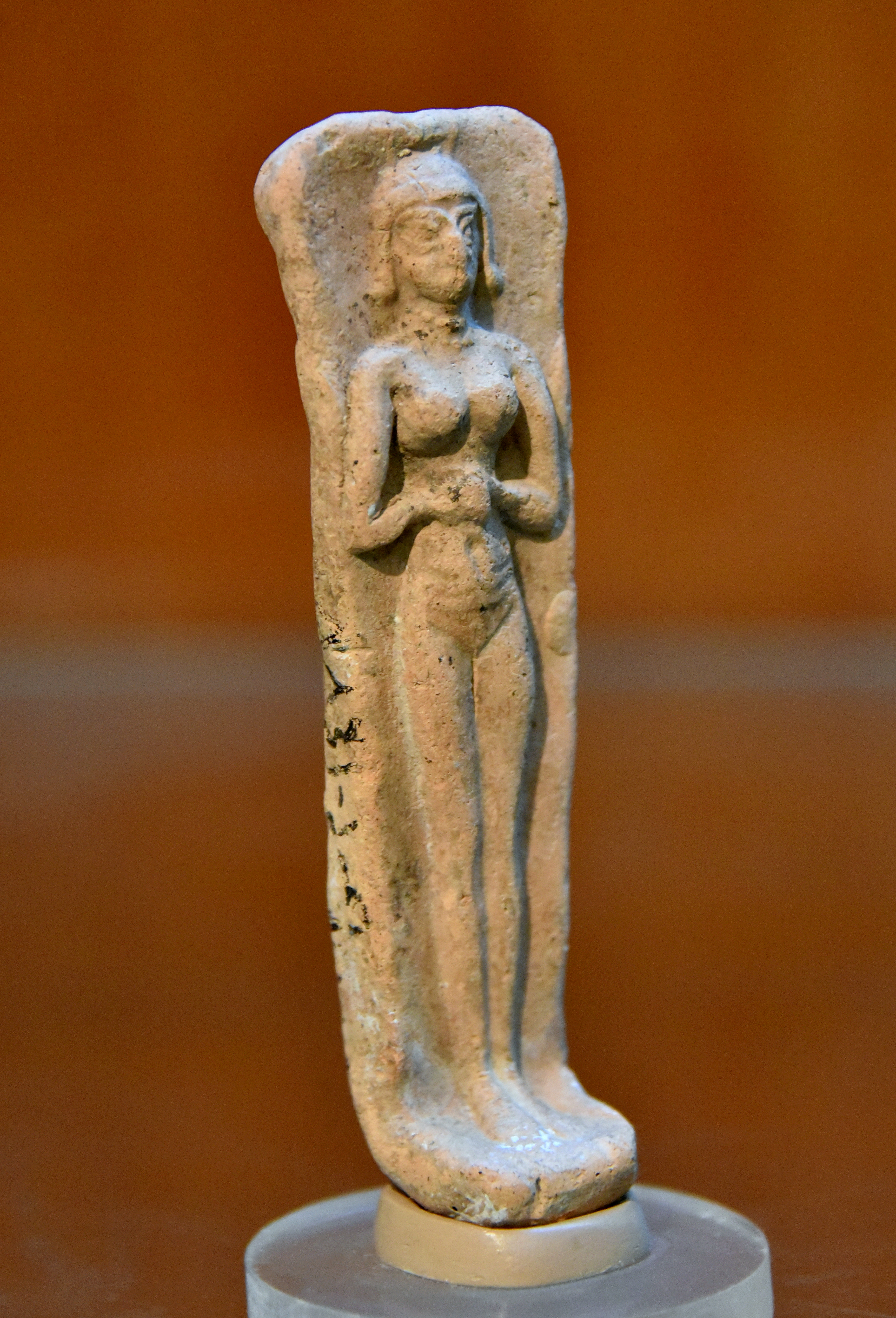
Plaque de femme nue. Musée de l'institut oriental de Chicago.
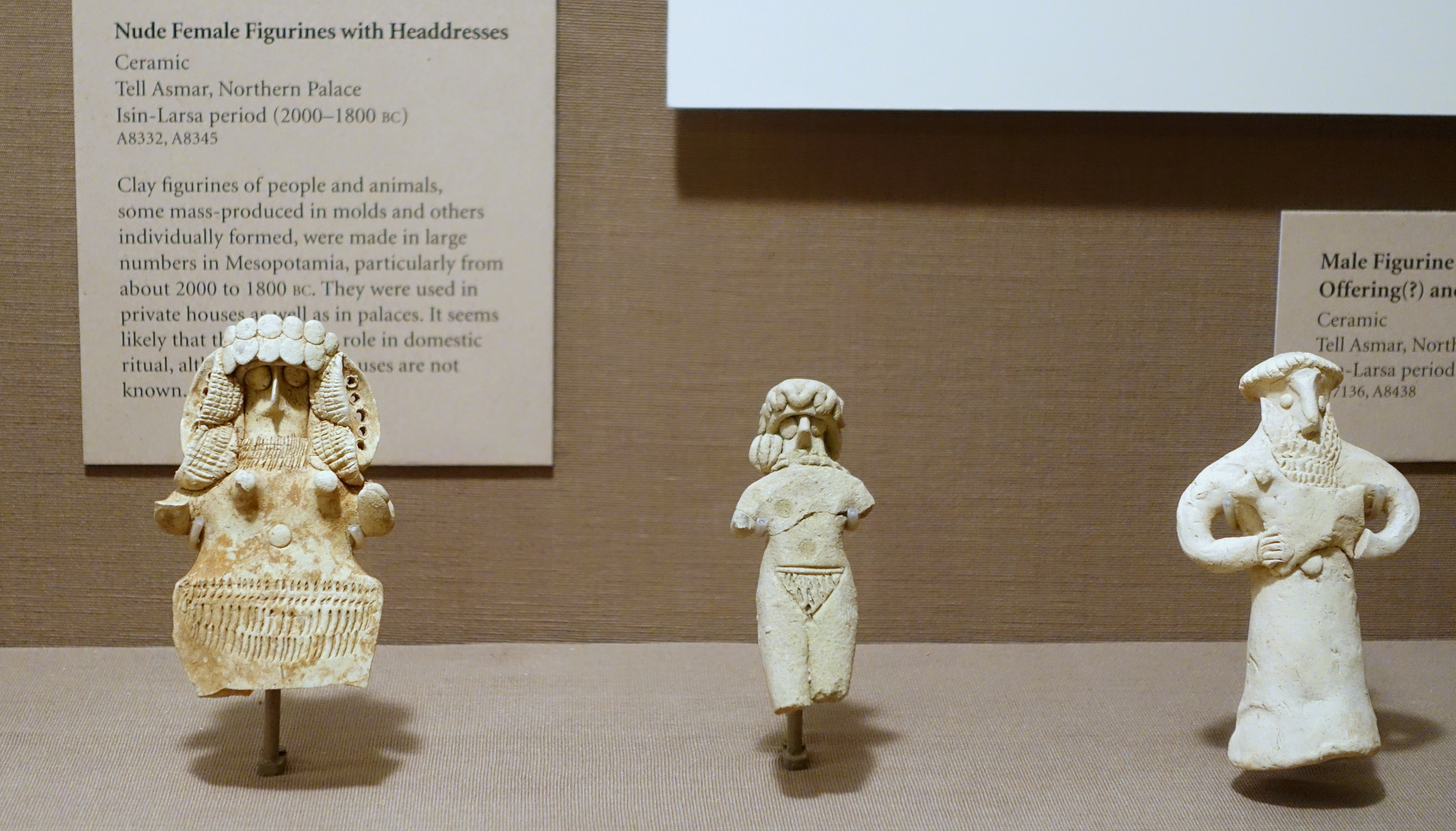
Statuettes de femmes nues et d'un homme. Musée de l'institut oriental de Chicago.